# ФБА Type A/B/C/H/S
ФБА Type A/B/C/H/S (енгл. FBA Type A/B/C/H/S) је серија најуспешнијих хидроавиона Првог светског рата, спадао је у класу хидроавион бомбардер-извиђач. Направљен у Француској а по лиценци је рађен у Русији и Италији. Авион је први пут полетео у зависности од типа 1914; 1915; 1916. и 1918. године.

## Пројектовање и развој
Главни конструктор фабрике авиона (FBA-Franco British Aviation Company) Луј Шрек (Louis Schreck) је у периоду 1914—1918. године развио серију хидроавиона („летећих чамаца“) ФБА, коју су сачињавала четири основна типа: ФБА Typ A; ФБА Typ B; ФБА Typ C; ФБА Typ H и ФБА Typ S. У принципу ови типови авиона су се међусобно веома мало разликовали углавном су то била побољшања са различитим типовима уграђених мотора и опреме. До авиона Typ H авиони ФБА су били ненаоружани и углавном су служили за извиђање и патролирање морским пространствима. За разлику од прва три типа авион ФБА Typ H је био троседи авион који је био наоружан једним покретним митраљезом и могао је да понесе неколико лаких бомби које су се ручно бацале на циљеве. Касније су испод доњих крила направљени носачи за које су качене бомбе, тако је овај извиђачки авион постао и бомбардер.

### Варијанте авиона ФБА
- ФБА  - хидроавион двосед са мотором Gnome снаге 50 KS, развијен 1914. године,
- ФБА  - хидроавион двосед са мотором  снаге 100 KS, развијен 1915. године,
- ФБА  - хидроавион двосед са мотором  снаге 130 KS, развијен 1915. године,
- ФБА  - хидроавион двосед са мотором  снаге 150 или 170 KS, односно са мотором Lorraine 160 KS, развијен крајем 1916. године,
- ФБА  - хидроавион двосед са мотором Hispano-Suiza 8B снаге 200 KS, развијен крајем 1918. године

### Технички опис
Авиони ФБА Type A/B/C/H/S су једномоторни двокрилни двоседи бомбардерско извиђачки хидроавиони. Авион је потпуно дрвене конструкције труп је у облику чамца обложен водоотпорним шпером, а крила су дрвене конструкције пресвучена платном. Крила су четвртастог облика са закошеним крајевима. Са сваке стране крила, авион је имао по четири пара упорница. Укрућивање крила се постизало унакрсно постављеним челичним ужадима са затезачима. Доња крила код овог авиона су нешто краћа од горњих. Испод доњих крила су постављени пловци који обезбеђују стабилност при узбурканом мору. Крилца за управљање авионом су се налазила само на горњим крилима. У међу простору између крила је био смештен линијски мотор (мороти који су се уграђивали наведени су код типова авиона) који је био причвршћен на челичну конструкцију (балдахин) ослоњену на труп авиона. Потисна елиса која покреће авион је двокрака, направљена од дрвета фиксног корака. Кокпит пилота је био отворен и налазио су у трупу авиона испред крила, а у самом носу авиона испред пилота је седео стрелац-извиђач (само код авиона ФБА Typ H) који је био наоружан једним покретним митраљезом калибра 7,7 mm и могао је да понесе 70 kg слободно падајућих бомби.

## Наоружање
| Наоружање авиона: ФБА          |                    |
| Ватрено (стрељачко) наоружање  |                    |
| Топ                            |                    |
| Митраљез                       |                    |
| Број и ознака митраљеза        | 1 напред, марке    |
| Калибар                        | 7,7                |
| Бомбардерско наоружање (бомбе) |                    |
| Класичне авио бомбе            | ручно бацане бомбе |
| Укупна маса                    | 70 а касније 200   |
| Број тачака за подвешавање     | 4                  |
| Ракетно наоружање (ракете)     |                    |

## Оперативно коришћење
Хидроавиони ФБА су коришћени готово на свим морима замаља Атанте у време Првог светског рата. Најуспешнији од свих типова ових авиона био је авион ФБА Typ H који су произведени у 157 примерака за француску поморску авијацију. Царска Русија је купила 30 примерака авиона ФБА Typ C са мотором  снаге 100 KS. У фабрици Лебедева направљено је по лиценци још 34 оваква авиона. Известан број авиона ФБА Typ H је продато Италији, која је откупила лиценцу за производњу и у току рата од 1916. до 1918. године произвела укупно 982 авиона ФБА Typ H у 6 фабрика. Италијански авиони су били опремљени моторим Изота-Фраскини (Isotta-Fasschini V-4B) снаге 150 KS. Захваљујући овако великој продукцији и квалитету ових авиона савезници из Атанте су оствариле прејмућство у ваздуху на Јадранском и Средоземном мору. Четири авиона ФБА Typ H италијанске производње су уступљена Британцима који су их користили за патролирање Отранским мореузом, а неколико ових авиона је заробљено од стране аустроугарских снага. У италијанском поморском ваздухопловству ови авиони су се користили од 1920. године а затим су пребачени у прекоморске поседе. У Либији су се рецимо користили до 1922. године.

### Коришћење хидроавиона ФБА у југословенском Поморском ваздухопловству
По окончању ратних операција до завршетка Париске мировне конференције оружане снаге ново створене државе су имале функцију само да заштите заробљени ратни материјал заостао иза Аустроугарске. Јадранска обала је била подељена на три окупационе зоне: северни део под британском окупацијом, срењи део под италијанском а јужни део обале под француском окупацијом. Након потписивања мировног уговора и повлачења савезника почетком 1920. године формирана је ратна морнарица (РМ) и поморско ваздухопловство (ПВ). Током прве године постојања, ПВ је искључиво користило хидроавионе заробљене од аустроугарског ПВ. Пет заробљених сувоземних ловаца Феникс са аеродрома у Игалу ПВ је уступило југословенском војном ваздухопловству (ВВ) а они су у Италији 1921. године купили пет хидроавиона (три ФБА и два Савоја S.13) који су испоручени марта месеца 1922. године и предати ПВ. То је била прва набавка ратног материјала у Краљевству СХС (Југославији).
У југослованском ПВ (поморском ваздухопловству Краљевине СХС) су коришћена три авиона типа ФБА Typ H, који су набављени 1922. године у Италији. Коришћени су углавном за обуку пилота хидроавиона до 1926. године. На тој функцији их је заменио домаћи хидроавион сличне концепције и конструкције Икарус ШМ. Поред ових авиона још три италијанска авиона овог типа су се нашла у поседу југословенског ПВ: један који се срушио у Кумбору 21. 10. 1918. године, други је принудно слетео исте године у Боку которску и трећи који се срушио у Црквеници 1922. године. Нема поузданих података шта се дешавало са овим авионима да ли су искоришћени за резервне делове или су доведени у летно стање.

## Земље које су користиле овај авион
| - Белгија - Естонија - Финска - Аустроугарска - Југославија - Италија - Француска | - САД - Уједињено Краљевство - Русија - Шпанија - Перу - Уругвај |